# Daryl Clare
Daryl Adam Clare (Jersey, 1º agosto 1978) è un ex calciatore irlandese, di ruolo attaccante.

## Carriera
Dopo aver giocato nel settore giovanile del Grimsby Town fa il suo esordio in prima squadra nella stagione 1995-1996, nella quale gioca una partita nella seconda divisione inglese; rimane in rosa anche nella stagione 1996-1997, terminata con una retrocessione in terza divisione, nella quale non scende però mai in campo in partite ufficiali; inizia invece a giocare con continuità nella stagione 1997-1998, nella quale i Mariners vincono sia i play-off della terza divisione inglese (tornando quindi immediatamente in seconda divisione) che il Football League Trophy, grazie anche alle 3 reti in 23 incontri di campionato giocati da Clare. Nella stagione 1998-1999 Clare va poi a segno per 3 volte in 22 presenze in seconda divisione, mentre nella stagione 1999-2000 dopo un periodo in prestito in quarta divisione al Northampton Town (10 presenze e 3 reti) segna 3 reti in 16 presenze in seconda divisione con i bianconeri. Inizia la stagione 2000-2001 con un nuovo prestito al Northampton Town (ulteriori 4 presenze, questa volta in terza divisione) per poi disputare 17 partite in seconda divisione con il Grimsby Town ed infine trasferirsi nuovamente in prestito al Cheltenham Town, con cui disputa 4 partite in quarta divisione senza mai segnare.
Nell'estate del 2001 dopo complessive 79 presenze e 9 reti in incontri di campionato (56 con 6 reti delle quali in seconda divisione) e più in generale 99 presenze e 10 reti tra tutte le competizioni ufficiali lascia da svincolato il Grimsby Town e dopo un provino andato a buon fine si accasa in Conference League (quinta divisione e più alto livello calcistico inglese al di fuori della Football League) al Boston Utd: qui con 24 reti in 40 presenze è capocannoniere del campionato, competizione che peraltro il suo club vince, venendo così ammesso per la prima volta nella sua storia nei campionati della Football League. Clare, riconfermato in rosa, non riesce però a trovare continuità di impiego nella categoria superiore: dopo una sola rete segnata in 7 presenze lascia così i Pilgrims scendendo nuovamente in Conference League, al Chester City: qui conclude la stagione 2002-2003 segnando 18 reti, e nella stagione 2003-2004 vince per la seconda volta in carriera sia la Conference League che il titolo di capocannoniere di questo campionato, con 29 reti. Ancora una volta però l'ambientamento in quarta divisione non è dei migliori: dopo un gol in 7 presenze, infatti, nel settembre del 2005 viene ceduto in quinta divisione al Crawley Town (diventando anche l'acquisto più costoso nella storia di questo club): con il Crawley Town nella stagione 2005-2006 realizza però solamente 11 reti in 25 presenze, ed a fine anno viene ceduto al Burton Albion, sempre in quinta divisione: con i Brewers conquista nell'ordine un sesto ed un quinto posto in questo torneo, segnandovi 37 reti in 88 presenze (più 2 reti in altrettante presenze nei play-off della stagione 2007-2008, terminati con l'eliminazione in semifinale).
Tra il 2008 ed il 2010 continua a giocare in quinta divisione (categoria di cui è uno dei più prolifici attaccanti di sempre), senza tuttavia mantenere le medie realizzative degli anni precedenti: con i Rushden & Diamonds totalizza infatti 12 presenze e 3 reti, mentre con il Mansfield Town va in gol solamente per 3 volte in 18 partite giocate. Scende poi in sesta divisione al Gateshead, con cui realizza 13 reti in 26 presenze; dopo un breve sfortunato ritorno in quinta divisione (20 presenze ed una sola rete segnata, con la maglia del Cambridge Utd), dal 2011 al 2016 continua a giocare a livello semiprofessionistico (con anche delle parentesi con il doppio ruolo di allenatore e giocatore) in vari club delle serie minori, ritirandosi definitivamente nel 2016, all'età di 38 anni.

## Palmarès

### Giocatore

#### Club

##### Competizioni nazionali
- Football League Trophy: 1

Grimsby Town: 1997-1998
- Conference League: 2

Boston United: 2001-2002
Chester City: 2003-2004

#### Individuale
- Capocannoniere della Conference League: 2

2001-2002 (24 reti), 2003-2004 (29 reti)